# Aleksej Revjakin
Aleksej Igorevitj Revjakin (ryska: Алексей Игоревич Ревякин), född 9 maj 1982, är en rysk före detta fotbollsspelare, som bland annat spelade för klubben Zenit Penza.